# Skwierzyna (stacja kolejowa)
Skwierzyna – stacja kolejowa (peron kolejowy) w Skwierzynie, w województwie lubuskim, w Polsce.

## Wymiana pasażerska
| Rok  | Wymiana pasażerska na dobę |
| ---- | -------------------------- |
| 2017 | 100-149                    |
| 2022 | 200-299                    |